# DEAC Gladiators 2022
Questa voce raccoglie le informazioni riguardanti i DEAC Gladiators nelle competizioni ufficiali della stagione 2022.

## Divízió I 2022

### Stagione regolare
| 2 aprile 2022 1ª giornata | Budapest Titans | 40 – 29 | DEAC Gladiators |  |

| 17 aprile 2022 3ª giornata | DEAC Gladiators | 12 – 20 | Budapest Cowbells 2 |  |

| 8 maggio 2022 6ª giornata | CFS Guardians | 51 – 15 | DEAC Gladiators |  |

| 14 maggio 2022 7ª giornata | DEAC Gladiators | 12 – 21 | Szombathely Crushers |  |

| 29 maggio 2022 9ª giornata | DEAC Gladiators | 26 – 13 | Tatabánya Mustangs |  |

| 12 giugno 2022 10ª giornata | VSD Rangers | 41 – 7 | DEAC Gladiators |  |

## Statistiche di squadra
| Competizione      | %Vittorie | In casa | In casa | In casa | In casa | In casa | In casa | In trasferta | In trasferta | In trasferta | In trasferta | In trasferta | In trasferta | Totale | Totale | Totale | Totale | Totale | Totale |
| Competizione      | %Vittorie | G       | V       | N       | P       | Pf      | Ps      | G            | V            | N            | P            | Pf           | Ps           | G      | V      | N      | P      | Pf     | Ps     |
| ----------------- | --------- | ------- | ------- | ------- | ------- | ------- | ------- | ------------ | ------------ | ------------ | ------------ | ------------ | ------------ | ------ | ------ | ------ | ------ | ------ | ------ |
| Stagione regolare | .167      | 3       | 1       | 0       | 2       | 50      | 54      | 3            | 0            | 0            | 3            | 51           | 132          | 6      | 1      | 0      | 5      | 101    | 186    |
| Totale            | .167      | 3       | 1       | 0       | 2       | 50      | 54      | 3            | 0            | 0            | 3            | 51           | 132          | 6      | 1      | 0      | 5      | 101    | 186    |